# Davide Valsecchi
Davide Valsecchi (Eupilio, 24 de janeiro de 1987) é um ex-automobilista italiano. Foi campeão da GP2 Asia Series em 2009-10 e da GP2 Series em 2012. Atualmente, é comentarista da Sky Sports.

## Carreira no automobilismo

### Fórmula Renault
Valsecchi competiu nos campeonatos com carros desenvolvidos pela Renault de 2003 a 2007, desde a Fórmula Renault Italiana e a Fórmula Renault 2.0 Eurocup até carros mais potentes das World Series by Renault em 2006 e 2007. Valsecchi venceu uma vez na WSR de 2007, a corrida 2 em Nürburgring.

### Fórmula 3
De 2003 a 2005, Valsecchi também competiu na Fórmula 3 Italiana e na Fórmula 3 Alemã, conquistando apenas um pódio na F3 italiana em 2005.

### Fórmula 3000
Em 2005, Valsecchi fez uma corrida na Fórmula 3000 Pro Series, um campeonato com os antigos carros da Fórmula 3000 Internacional.

### Carros esportivos
Em 2006, Valsecchi competiu em 3 corridas das Le Mans Series para a equipa Barazi Epsilon na categoria LMP2, conseguindo um pódio em cada corrida.

### GP2 Asia Series
Valsecchi disputou todas as temporadas da GP2 Asia Series. Correu nas duas primeiras pela Durango, sendo oitavo colocado em 2008 e quarto colocado em 2008-09, quando o italiano obteve sua primeira vitória em Xangai. Em 2009-10, foi para a ISport International, com quem conquistou o título ao somar seis pódios, incluindo três vitórias. Em 2011, com a Team AirAsia, não teve o mesmo sucesso, conquistando apenas um pódio e sendo sétimo colocado.

### GP2 Series

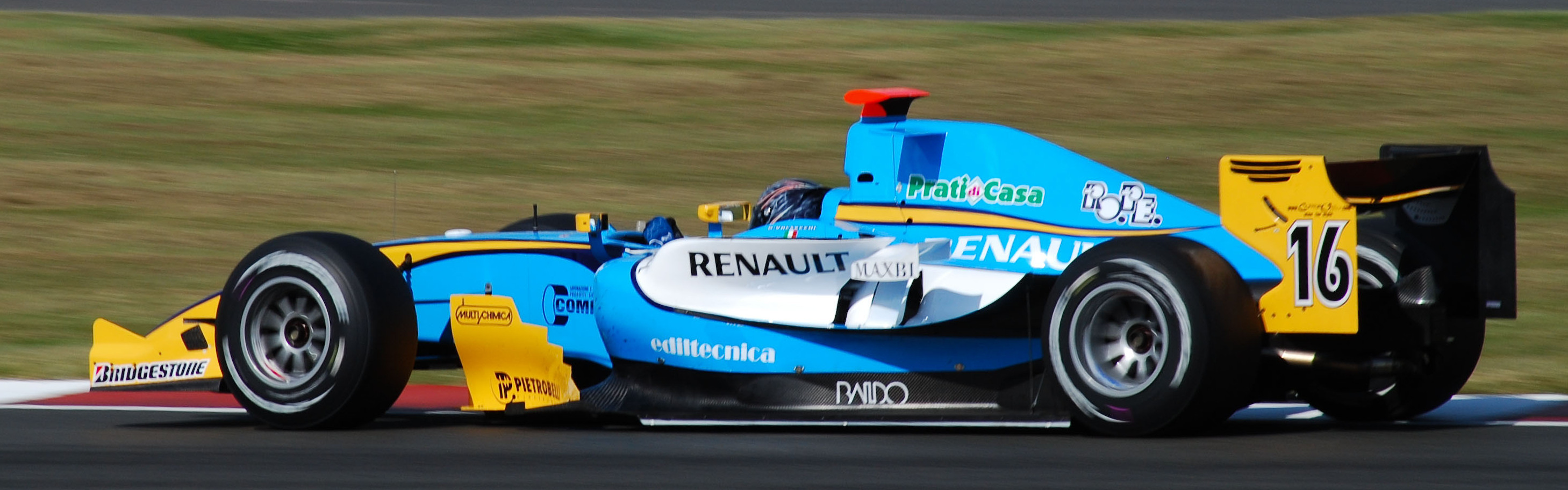
Valsecchi pilotando a Durango na etapa de Silverstone em 2008

Em 2008, Valsecchi fez parceria com a Durango para competir na GP2 Series, tendo como companheiro de equipa o brasileiro Alberto Valerio. Na qualificação para a 2ª ronda de GP2 Series, em Istanbul, Valsecchi teve um acidente a 282 km/h, mas salvou-se de lesões sérias. Contudo, o piloto não correu as 2 corridas da rodada turca de 2008, para se recuperar. Não esteve nas duas rodadas seguintes, retornando em Silverstone. Valsecchi conseguiu apenas um pódio, que foi justamente a sua primeira vitória na GP2, conquistada na corrida curta de Monza, que encerrou a temporada. Valsecchi terminou na décima quinta colocação com apenas 12 pontos e 1 vitória, bem à frente de Alberto Valério, que terminou na 26 colocação. Sua equipa, a Durango, terminou na décima segunda colocação no campeonato de construtores. 

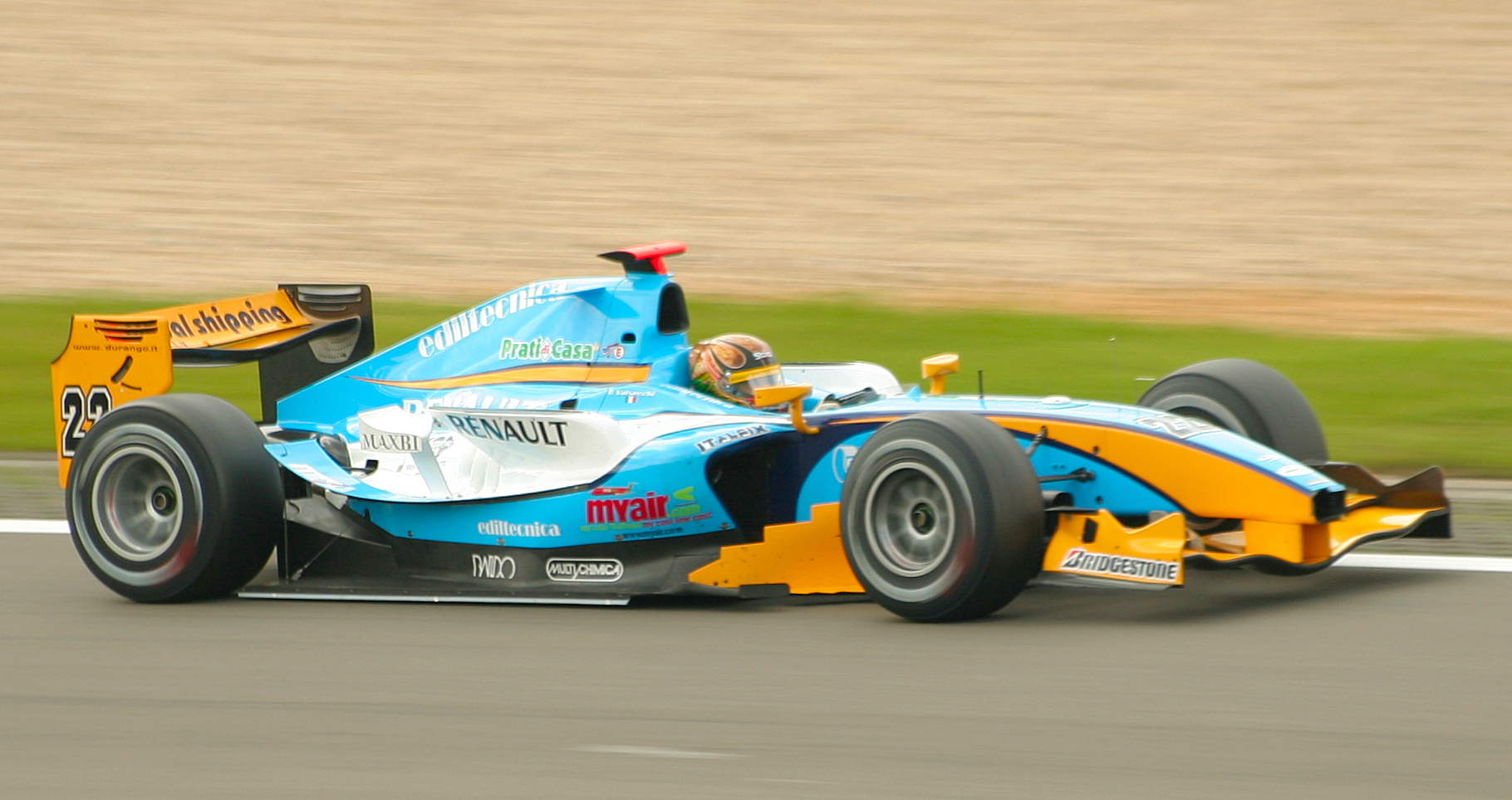
Valsecchi na prova de Nürburgring da GP2 em 2009

Em 2009, Davide Valsecchi iniciou a temporada como companheiro do francês Nelson Panciatici na Durango, com quem  conquistou um pódio na corrida longa da Turquia. Após seis rodadas, o italiano fez o resto da temporada pela Addax Team, substituindo Romain Grosjean, que foi para Renault F1 Team, e sendo novo companheiro do russo Vitaly Petrov. Valsechi não conseguiu igualar o pódio que fez com a sua antiga equipe, e terminou na décima sétima colocação, com 12 pontos. Seus resultados colocaram a Durango na décima segunda colocação na classificação de construtores, e a Addax Team na segunda colocação, com Petrov sendo vice-campeão. 

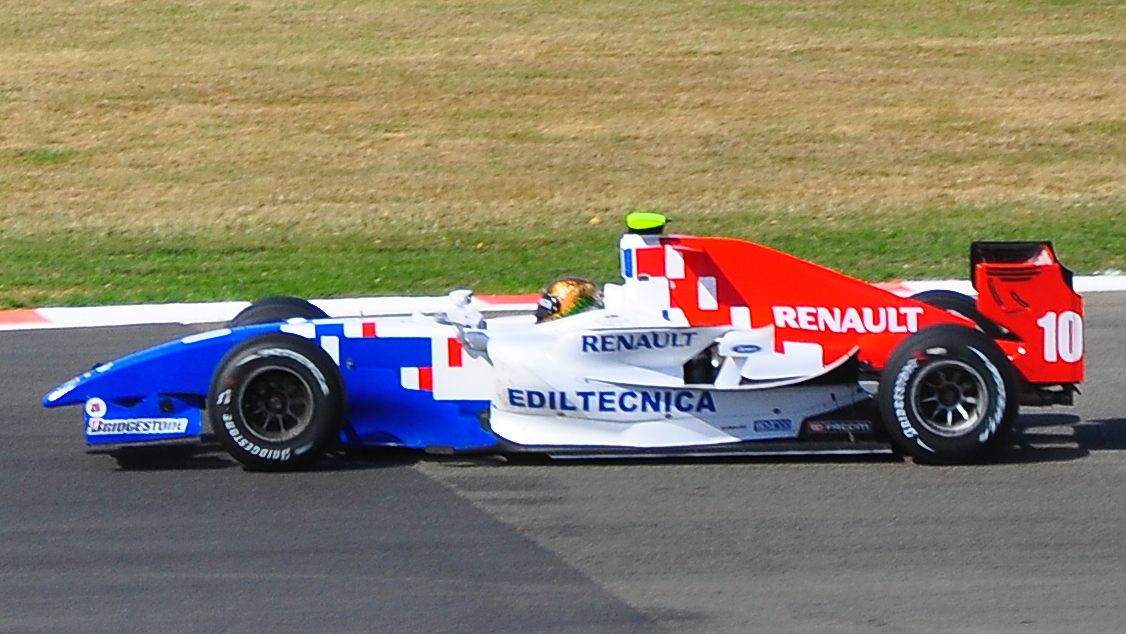
Valsecchi em Silverstone em 2010

Em 2010, Valsecchi se mudou para a ISport International, correndo ao lado do britânico Oliver Turvey. Davide fez três pódios, com um deles sendo a vitória na corrida curta de Abu Dhabi, e ele terminou na oitava colocação, duas posições abaixo de seu companheiro Turvey. Já a ISport terminou na quinta colocação no campeonato de construtores.

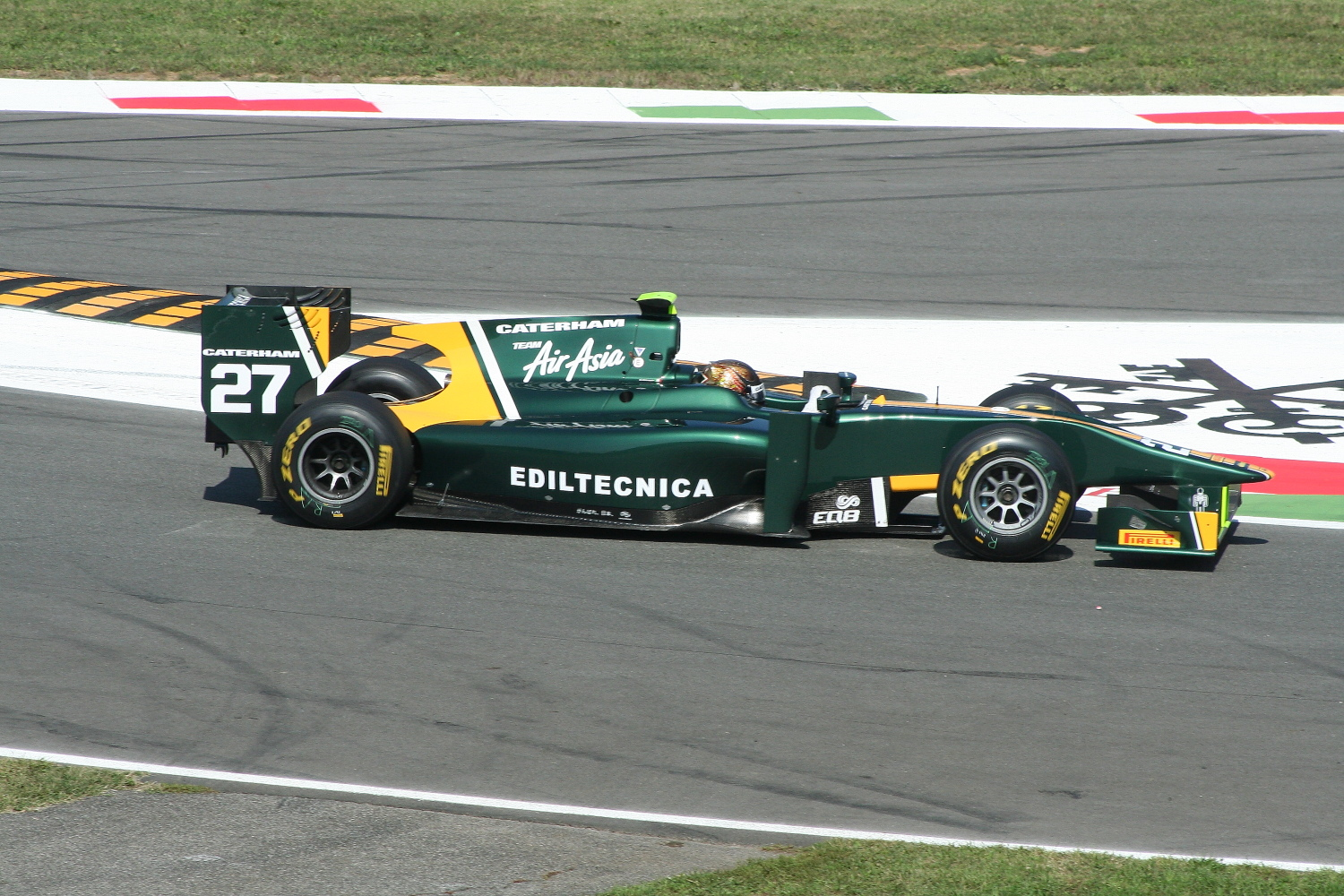
Valsecchi na Itália em 2011

2011 rendeu mais uma mudança para Valsecchi, que foi para a Team AirAsia (posteriormente Caterham Racing), correndo com o brasileiro Luiz Razia. Valsecchi venceu a corrida principal em Mônaco, tendo mais um pódio na corrida principal de Valência. Ele terminou mais uma vez na oitava colocação no campeonato de pilotos com 30 pontos, enquanto Razia terminou na décima segunda colocação com 19 pontos, e a Caterham Racing foi a sexta colocada dentre os construtores.

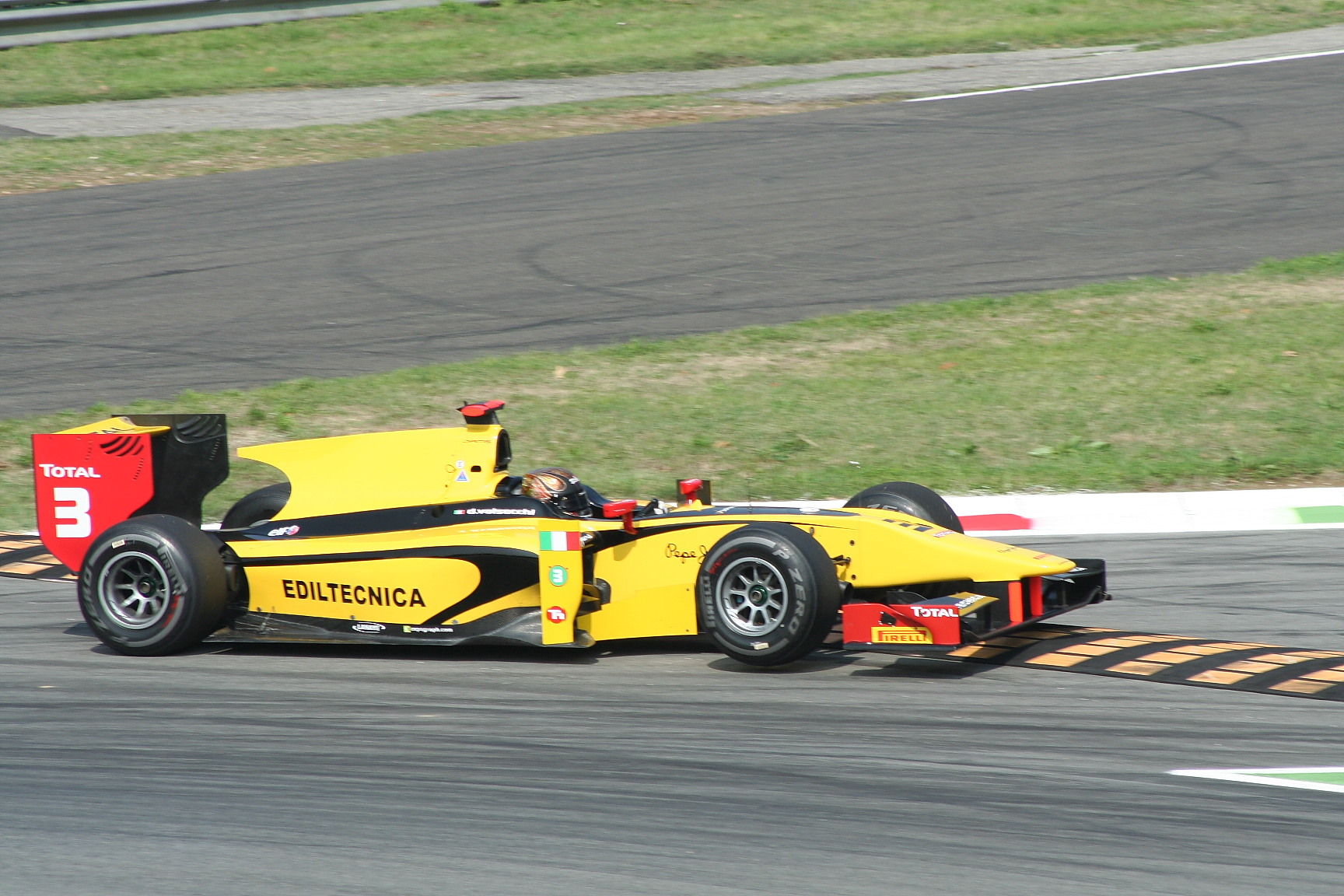
Valsecchi em Monza em 2012

Em 2012, Davide Valsecchi foi para a DAMS (campeã de 2011 com Romain Grosjean), tendo mais um brasileiro como seu colega, Felipe Nasr. Valsecchi disputou o título com seu antigo companheiro Razia. Ele acumulou quatro vitórias, com três delas vindo nas duas rodadas do Barém, e mais cinco pódios, Valsecchi terminou sendo campeão do campeonato de pilotos com 247 pontos, superando Razia por 25 pontos. Seu companheiro de equipe Nasr terminou na décima colocação, fazendo quatro pódios e 95 pontos, e com a soma dos resultados de seus dois pilotos, a DAMS também foi campeã de construtores.
Por ter sido campeão, Valsecchi não pôde seguir na GP2 para 2013, se despedindo da categoria após cinco temporadas.

### Fórmula 1
Em novembro de 2010, Valsecchi participou do teste de novatos com a Hispania Racing Team em Abu Dhabi.

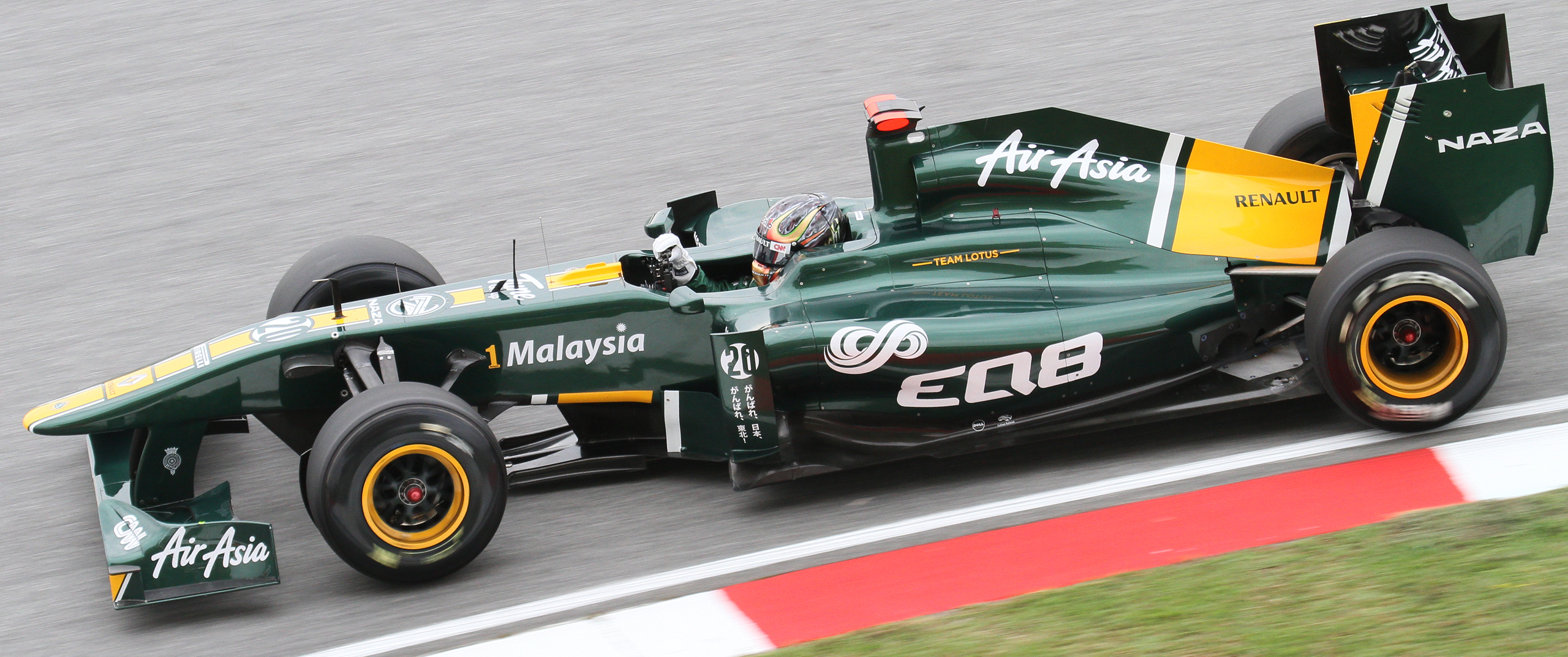
Valsecchi durante os treinos do

Valsecchi se tornou piloto de testes da Lotus em 2011, participando dos treinos livres do GP da Malásia de 2011. Em 2013, chegou a estar cotado para substituir Kimi Raikkonen enquanto o finlandês se recuperava de uma lesão, mas a equipe optou por colocar o compatriota deste, Heikki Kovalainen. Valsecchi não escondeu a insatisfação com a escolha da Lotus, ainda mais após Heikki ter se saído mal no GP dos EUA e mesmo assim ser mantido no Brasil. Em meio às suas críticas, Valsecchi afirmou que Kovalainen tinha mais apoio na equipe do que ele. Apesar de ter dito que era grato pela oportunidade de ser terceiro piloto da Lotus "sem pagar um euro", Valsecchi afirmou que a equipe não tinha pago seu salário, que "era como o de um garçom". Ele também foi aberto sobre seus desejos de competir na F1 em 2014, mas não encontrou lugar em nenhuma equipe.

### Gran Turismo
Sem espaço nos monopostos, Valsecchi se voltou para os campeonatos de Gran Turismo. Disputou a International GT Open em 2014, e a Blancpain GT Series Sprint Cup em 2016.

## Carreira na televisão
Após se aposentar das corridas, Valsecchi se tornou comentarista, trabalhando para a Sky Sports e a Sky Sports F1 desde 2016. Em 2023, ele e Matteo Bobbi foram suspensos por terem feito comentários sexistas ao analisar o GP da Espanha de 2023.

## Corridas

### Sumário da carreira
| Época | Campeonato                           | Nome da equipa        | Corridas | Poles | Vitórias | Pontos | Classificação Final |
| ----- | ------------------------------------ | --------------------- | -------- | ----- | -------- | ------ | ------------------- |
| 2003  | Fórmula Renault 2.0 Italiana         | RP Motorsport         | 12       | 0     | 0        | 24     | 15º                 |
| 2003  | Fórmula Renault 2.0 Eurocup          | RP Motorsport         | 1        | 0     | 0        | 0      | NC                  |
| 2003  | Fórmula 3 Italiana                   | RP Motorsport         | 1        | 0     | 0        | 0      | NC                  |
| 2004  | Fórmula Renault 2.0 Italiana         | Cram Competition      | 15       | 0     | 0        | 31     | 14º                 |
| 2004  | Fórmula Renault 2.0 Eurocup          | Cram Competition      | 11       | 0     | 0        | 2      | 31º                 |
| 2004  | Fórmula 3 Italiana                   | Corbetta Racing Team  | 2        | 0     | 0        | 0      | NC                  |
| 2005  | Fórmula Renault 2.0 Eurocup Italiana | RP Motorsport         | 17       | 1     | 0        | 104    | 7º                  |
| 2005  | Fórmula Renault 2.0 Eurocup          | RP Motorsport         | 2        | 0     | 0        | 0      | NC                  |
| 2005  | Fórmula 3 Italiana                   | Corbetta Racing Team  | 3        | 0     | 0        | 35     | 7th                 |
| 2005  | Fórmula 3 Alemã Recaro Cup           | Corbetta Racing Team  | 2        | 0     | 0        | 0      | NC                  |
| 2005  | Euro Formula 3000 Pro Series         | ADM Motorsport        | 1        | 0     | 0        | 3      | 14º                 |
| 2006  | World Series by Renault              | Epsilon Euskadi       | 15       | 1     | 0        | 43     | 10º                 |
| 2006  | Le Mans Series                       | Barazi Epsilon (LMP2) | 3        | 0     | 0        | 6      | 15º                 |
| 2007  | World Series by Renault              | Epsilon Euskadi       | 17       | 0     | 1        | 37     | 16º                 |